# كابانا (فلم)
كابانا (بالإنجليزية: Kapana) هو فيلم قصة حب للمثليين من ناميبيا عام 2019، من إخراج فيليب تالافيرا. يتتبع الفيلم قصة شابين، جورج وسيميون، اللذين يأتون من خلفيات مختلفة ولكن يجدون الحب في مدينة ويندهوك، ناميبيا.

## قصة
تبدأ القصة بتقديم شخصية سيميون للجمهور، بائع متجول يبيع لحوم الكابانا المشوية في سوق ويندهوك الحيوي. من ناحية أخرى، جورج رجل أعمال ناجح يزور السوق بانتظام لشراء الطعام لمطعمه. على الرغم من اختلاف وضعهما الاجتماعي، يتشكل بين سيميون وجورج صلة عميقة ويقعان في الحب.
مع تفتُّح علاقتهما، يواجه جورج وسيميون تحديات من المجتمع وعائلاتهما الخاصة الذين لا يوافقون على اتحادهما. ومع ذلك، يثابرون على تجاوز هذه العقبات ويثبتون أن الحب لا يعرف حدودًا.

## الممثلون
طاقم فيلم كابانا: قصة حب ناميبية يتضمن:
- سيمون هانجا في دور سيميون

- أدريانو فيساج في دور جورج

## الإنتاج
تم تصوير فيلم كابانا في مواقع حقيقية في ويندهوك، ناميبيا. عمل المخرج فيليب تالافيرا عن كثب مع المجتمع المحلي لتصوير المدينة وسكانه بشكل واقعي.

## الإصدار
تم عرض الفيلم لأول مرة في مهرجان أفلام ناميبيا في عام 2019 وحصل على استحسان من النقاد والجمهور على حد سواء. وتم عرض فيلم كابانا: قصة حب ناميبية في العديد من المهرجانات السينمائية الدولية، حيث عرضت مواهب ناميبية على المستوى العالمي.

## استقبال
أثنى النقاد على فيلم كابانا: قصة حب ناميبية لقصته المؤثرة، وأداء الممثلين القوي، وتصويره الرائع. ولاحظ النقاد استكشاف الفيلم لفروق الطبقات وقوة الحب في التغلب على الحواجز الاجتماعية.